# Stockholms Stads Spårväg
Se även Spårvagnstrafik i Stockholm.

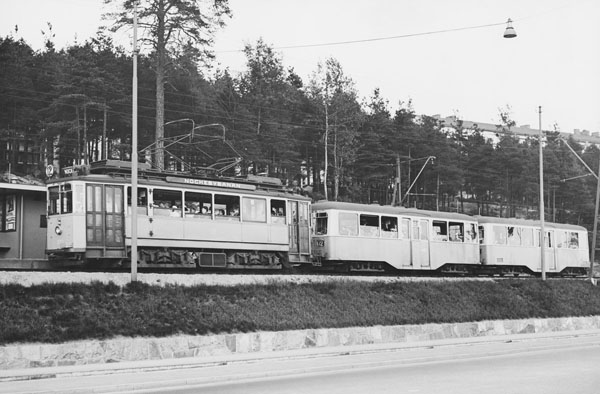
Spårvagnståg vid hållplats Alvik

Stockholms Stads Spårväg var namnet på spårvägsanläggningen från Stockholms innerstad till Bromma, som byggdes i kommunal regi. Bygget igångsattes år 1911 och trafiken kunde påbörjas den 14 mars 1912, till en början med endast på Kungsholmssidan fram till Tranebergssund. Trafiken drevs på entreprenad av Stockholms Nya Spårvägsaktiebolag (SNS) med ersättning per körd vagnkilometer. 1914 hade en pontonbro byggts och spårvägen kunde förlängas till Bromma och senare samma år kom två grenar, en till Ulvsunda och en till Äppelviken.
1915 hade AB Stockholms Spårvägar bildats för att samordna spårvagnstrafiken i Stockholm. 1916 sålde Stockholms stad anläggningarna med tillhörande fastigheter till SS för cirka en halv miljon kronor.